# NWA World Women's Television Championship
El NWA World Women's Television Championship (Campeonato Mundial Femenino Televisivo de NWA, en español) es un campeonato de lucha libre profesional femenino creado y promovido por la promoción estadounidense de lucha libre profesional National Wrestling Alliance (NWA). La actual campeona es Tiffany Nieves quien se encuentra en su primer reinado.

## Historia
En el episodio del 26 de julio de 2022 del programa insignia semanal de NWA, NWA Powerrr , Madusa anunció que presentarían el Campeonato Mundial de Televisión Femenino de NWA. En el episodio del 14 de febrero de 2023 de NWA Powerrr, NWA presentó el título de la división femenina con un torneo para determinar a la poseedora inaugural del título en su próximo PPV, NWA 312, el 7 de abril. Al igual que el Campeonato Mundial de Televisión NWA, utiliza la "Seven Lucky Rule". Una campeona que defienda con éxito el campeonato siete veces consecutivas será elegible para canjear el campeonato por una lucha por el Campeonato Mundial Femenino NWA. En NWA 312, Kenzie Paige se convirtió en la campeona inaugural después de derrotar a Max the Impaler en la final.

### Torneo por el título inaugural
|  | Primera Ronda           | Primera Ronda           | Primera Ronda           |                  |               | Semifinales                | Semifinales                | Semifinales                |  |                 | Final                | Final                | Final                |  |
|  | Powerrr (20 de febrero) | Powerrr (20 de febrero) | Powerrr (20 de febrero) |                  |               | Powerrr (14 y 21 de marzo) | Powerrr (14 y 21 de marzo) | Powerrr (14 y 21 de marzo) |  |                 | NWA 312 (7 de abril) | NWA 312 (7 de abril) | NWA 312 (7 de abril) |  |
|  |                         |                         |                         |                  |               |                            |                            |                            |  |                 |                      |                      |                      |  |
|  |                         |                         |                         |                  |               |                            |                            |                            |  |                 |                      |                      |                      |  |
|  | Taya Valkyrie           | Taya Valkyrie           | Pin                     |                  |               |                            |                            |                            |  |                 |                      |                      |                      |  |
|  | Taya Valkyrie           | Taya Valkyrie           | Pin                     |                  |               |                            |                            |                            |  |                 |                      |                      |                      |  |
|  | Jennacide               | Jennacide               | 6:41                    |                  |               |                            |                            |                            |  |                 |                      |                      |                      |  |
|  | Jennacide               | Jennacide               | 6:41                    |                  | Taya Valkyrie | Taya Valkyrie              | 4:08                       |                            |  |                 |                      |                      |                      |  |
|  |                         |                         |                         |                  | Taya Valkyrie | Taya Valkyrie              | 4:08                       |                            |  |                 |                      |                      |                      |  |
|  |                         |                         | Max the Impaler         | Max the Impaler  | Pin           |                            |                            |                            |  |                 |                      |                      |                      |  |
|  | Natalia Markova         | Natalia Markova         | Max the Impaler         | Max the Impaler  | Pin           | 5:24                       |                            |                            |  |                 |                      |                      |                      |  |
|  | Natalia Markova         | Natalia Markova         |                         |                  |               |                            |                            |                            |  |                 |                      |                      |                      |  |
|  | Max the Impaler         | Max the Impaler         | DQ                      |                  |               |                            |                            |                            |  |                 |                      |                      |                      |  |
|  | Max the Impaler         | Max the Impaler         | DQ                      |                  |               |                            |                            |                            |  | Max the Impaler | Max the Impaler      | 8:06                 |                      |  |
|  |                         |                         |                         |                  |               |                            |                            |                            |  | Max the Impaler | Max the Impaler      | 8:06                 |                      |  |
|  |                         |                         | Kenzie Paige            | Kenzie Paige     | Pin           |                            |                            |                            |  |                 |                      |                      |                      |  |
|  | KiLynn King             | KiLynn King             | Kenzie Paige            | Kenzie Paige     | Pin           | 8:01                       |                            |                            |  |                 |                      |                      |                      |  |
|  | KiLynn King             | KiLynn King             |                         |                  |               |                            |                            |                            |  |                 |                      |                      |                      |  |
|  | Kenzie Paige            | Kenzie Paige            | Pin                     |                  |               |                            |                            |                            |  |                 |                      |                      |                      |  |
|  | Kenzie Paige            | Kenzie Paige            | Pin                     |                  | Kenzie Paige  | Kenzie Paige               | Pin                        |                            |  |                 |                      |                      |                      |  |
|  |                         |                         |                         |                  | Kenzie Paige  | Kenzie Paige               | Pin                        |                            |  |                 |                      |                      |                      |  |
|  |                         |                         | Ashley D'Amboise        | Ashley D'Amboise | 4:21          |                            |                            |                            |  |                 |                      |                      |                      |  |
|  | Ashley D'Amboise        | Ashley D'Amboise        | Ashley D'Amboise        | Ashley D'Amboise | 4:21          | 2:45                       |                            |                            |  |                 |                      |                      |                      |  |
|  | Ashley D'Amboise        | Ashley D'Amboise        |                         |                  |               |                            |                            |                            |  |                 |                      |                      |                      |  |
|  | Samantha Starr          | Samantha Starr          | Pin                     |                  |               |                            |                            |                            |  |                 |                      |                      |                      |  |
|  | Samantha Starr          | Samantha Starr          | Pin                     |                  |               |                            |                            |                            |  |                 |                      |                      |                      |  |
|  |                         |                         |                         |                  |               |                            |                            |                            |  |                 |                      |                      |                      |  |

## Reinados

### Campeona actual
La campeona actual es Tiffany Nieves, quien se encuentra en su primer reinado como campeona. Nieves ganó el título tras derrotar a Big Mama el 2 de febrero de 2025 en NWA Powerrr.
Nieves registra hasta el 28 de julio de 2025 las siguientes defensas televisadas:
1. vs. Zyra (14 de junio de 2025, FWW What We Become)
2. vs. Shelly Benson (27 de junio de 2025, NWA Chicago Endless Summer 2)
3. vs. Aleah James (1 de julio de 2025, NWA Powerrr TV Taping)

### Lista de campeonas
| N.º | Campeona        | Fecha                             | Evento                               | Ubicación               | Reinado | Días | Notas y referencias |
| --- | --------------- | --------------------------------- | ------------------------------------ | ----------------------- | ------- | ---- | --- |
| N.º | Campeona        | National Wrestling Alliance (NWA) |                                      |                         |         |      | Notas y referencias |
| 1   | Kenzie Paige    | 7 de abril de 2023                | NWA 312                              | Highland Park, Illinois | 1       | 141  | Derrotó a Max the Impaler en la Final de un Torneo para ganar el título. |
| 2   | Max the Impaler | 26 de agosto de 2023              | NWA 75th Anniversary Show - Noche 1  | San Luis, Misuri        | 1       | 280  | [ 8 ] |
| —   | Vacante         | 1 de junio de 2024                | Powerrr: Back to the Territories     | Knoxville, Tennessee    | —       | —    | Max the Impaler abandonó voluntariamente el título para luchar por el Campeonato Mundial Femenino de NWA en NWA 76th Anniversary Show haciendo efectivo la «Lucky Seven Rule» "Regla de los Siete Afortunados". Emitido el 3 de septiembre. |
| 3   | Big Mama        | 18 de octubre de 2024             | NWA Chicago Super Smashing Halloween | Highland Park, Illinois | 1       | 107  | Derrotó a Haley J, Natalia Markova y a Tiffany Nieves por el título vacante. |
| 4   | Tiffany Nieves  | 2 de febrero de 2025              | Powerrr                              | Tampa, Florida          | 1       | 176+ | Emitido el 13 de mayo en X (Twitter). |

### Total de días con el título
La siguiente lista muestra el total de días que una luchadora ha poseído el campeonato si se suman todos los reinados que posee. Actualizado a la fecha del 28 de julio de 2025.
| + | Indica a la campeona actual. |

| N.º | Luchadora       | Reinados | Días combinados |
| --- | --------------- | -------- | --------------- |
| 1   | Max the Impaler | 1        | 280             |
| 2   | Tiffany Nieves  | 1        | 176+            |
| 3   | Kenzie Paige    | 1        | 141             |
| 4   | Big Mama        | 1        | 107             |